# Señorita México

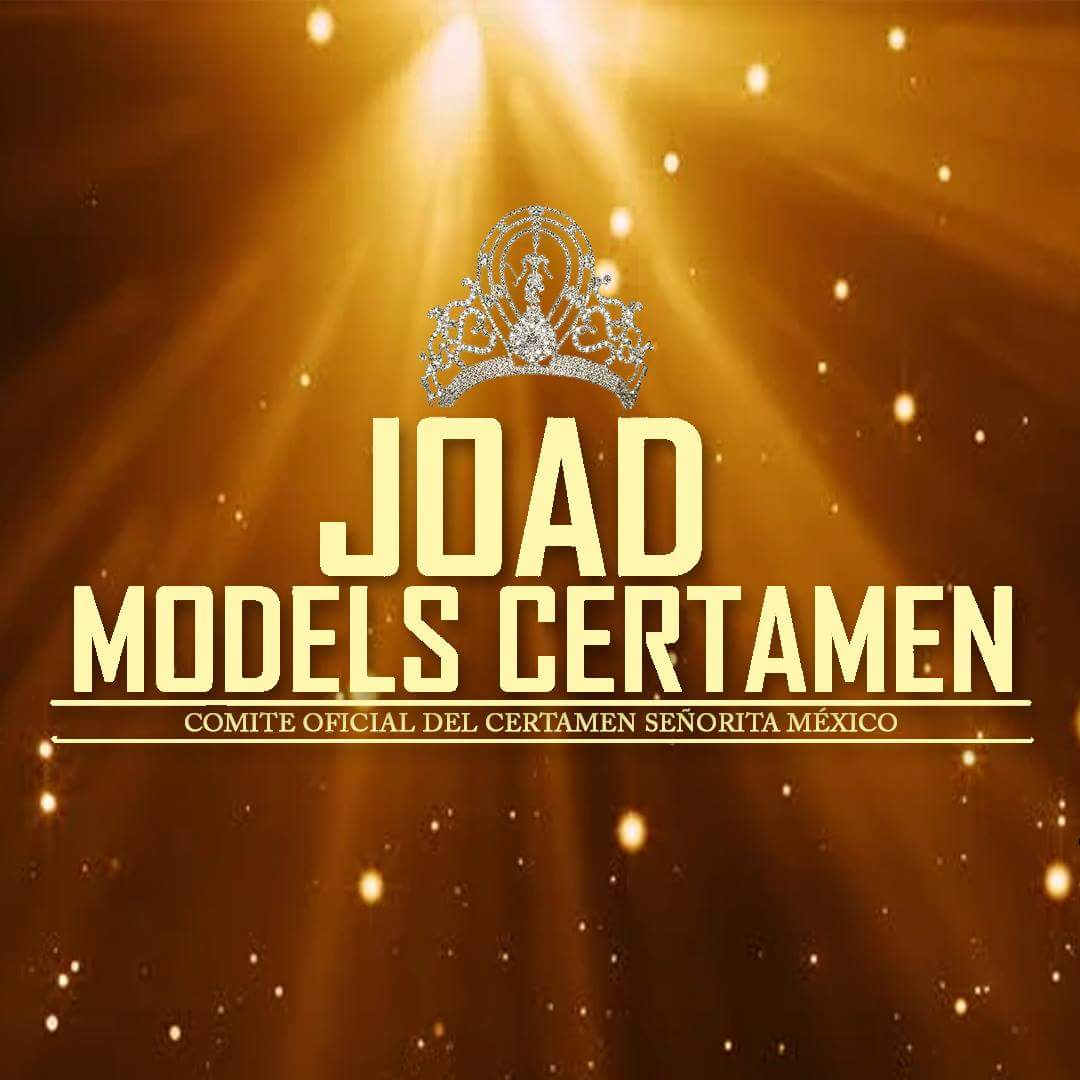
Logo officiel du concours Miss Mexique.

Señorita México était le concours de beauté national officiel du Mexique de 1952 à 1993. Il donnait le droit à la lauréate de concourir à Miss Univers et à la dauphine de participer à Miss Monde. Il fut remplacé en 1994 par Nuestra Belleza Mexico. La Señorita México la plus célèbre est sans doute Lupita Jones, devenue la première Miss Univers mexicaine.

## Lauréates
(Entre parenthèses : le classement de la lauréate au concours de Miss Univers)
- 1952: Olga Llorens Pérez-Castillo (demi-finaliste)
- 1953: Ana Bertha Lepe Jiménez (3e dauphine) †
- 1954: Elvira Castillo Olvera †
- 1955: Yolanda Mayen
- 1956: Erna Martha Baumann (demi-finaliste)
- 1957: Irna Arévalo
- 1958: Elvira Leticia Risser Corredor
- 1959: Mirna García Dávila
- 1963: Beatriz Solorzano
- 1965: Jeanine Acosta Cohen
- 1967: Valentina Valdés Duarte
- 1968: Perla Olivia Aguirre Muñoz
- 1969: Gloria Leticia Hernández Martín del Campo
- 1970: Libia Zulema López Montemayor †
- 1971: Maria Luisa López Corzo
- 1972: María del Carmen Orozco Quibrera
- 1973: Rossana Villares Moreno
- 1974: Guadalupe del Carmen Elorriaga Valdéz
- 1975: Delia Servín Nieto
- 1976: Carla Jean Evert Reguera †
- 1977: Felicia Mercado Aguado
- 1978: Alba Margarita Cervera Lavat (demi-finaliste)
- 1979: Blanca María Luisa Díaz Tejeda
- 1980: Ana Patricia Núñez Romero
- 1981: Judith Grace González Hicks
- 1982: María del Carmen López Flores
- 1983: Mónica Maria Rosas Torres
- 1984: Elizabeth Broden Ibáñez
- 1985: Yolanda de la Cruz Cárdenas Avilés
- 1986: Alejandrina "Connie" Carranza Ancheta
- 1987: Cynthia Fallón García-Cepeda
- 1988: Amanda Beatriz Olivares Philips (2e dauphine)
- 1989: Adriana Abascal López-Cisneros (4e dauphine)
- 1990: María de los Ángeles "Marilé" del Rosario Santiago (finaliste)
- 1991: María Guadalupe "Lupita" Jones Garay (Miss Univers)
- 1992: Mónica Zúñiga
- 1993: Angelina del Carmen González Guerrero
- 1994: Fabiola Pérez Rovirosa